# Sana (Haute-Garonne)
Sana település Franciaországban, Haute-Garonne megyében. Lakosainak száma 239 fő (2022. január 1.). Sana Lescuns, Martres-Tolosane, Mondavezan és Terrebasse községekkel határos.

## Népesség
A település népessége az elmúlt években az alábbi módon változott:
| Lakosok száma | 120  | 171  | 158  | 202  | 230  | 242  | 258  | 249  | 245  | 239  |
|               | 1968 | 1982 | 1990 | 2006 | 2013 | 2015 | 2017 | 2019 | 2020 | 2022 |